# Atletismo nos Jogos Pan-Americanos de 2019 - Arremesso de peso feminino
A competição do arremesso de peso feminino foi um dos eventos do atletismo nos Jogos Pan-Americanos de 2019, em Lima, no Peru. A prova foi realizada no dia 9 de agosto.

## Calendário
Horário local (UTC-5).
| Data        | Horário | Fase  |
| ----------- | ------- | ----- |
| 9 de agosto | 16:20   | Final |

## Medalhistas
| Ouro   | JAM Danniel Thomas-Dodd |
| Prata  | CAN Brittany Crew       |
| Bronze | USA Jessica Ramsey      |

## Recordes
Recordes mundial e pan-americano antes da disputa dos Jogos Pan-Americanos de 2019.
| Tipo                             | Atleta             | Marca   | Local   | Data                 |
| -------------------------------- | ------------------ | ------- | ------- | -------------------- |
|                                  | Natalya Lisovskaya | 22,63 m | Moscou  | 7 de junho de 1987   |
| Recorde dos Jogos Pan-Americanos | María Elena Sarría | 19,34 m | Caracas | 28 de agosto de 1983 |

Os seguintes novos recordes foram estabelecidos durante esta competição. 
| Data        | Prova | Atleta              | Nacionalidade | Distância | Recordes                         |
| ----------- | ----- | ------------------- | ------------- | --------- | -------------------------------- |
| 9 de agosto | Final | Danniel Thomas-Dodd | Jamaica       | 19.55     | Recorde dos Jogos Pan-Americanos |

## Resultado final
Os resultados foram os seguintes:  
| Posição           | Atleta              | Nacionalidade         | #1    | #2    | #3    | #4    | #5    | #6    | Resultado | Notas                |
| ----------------- | ------------------- | --------------------- | ----- | ----- | ----- | ----- | ----- | ----- | --------- | -------------------- |
| Medalha de ouro   | Danniel Thomas-Dodd | JAM Jamaica           | 18.62 | x     | 19.16 | 18.78 | x     | 19.55 | 19.55     | ,                    |
| Medalha de prata  | Brittany Crew       | CAN Canadá            | 17.70 | 18.24 | 17.89 | x     | 18.47 | 19.07 | 19.07     | Recorde nacional     |
| Medalha de bronze | Jessica Ramsey      | USA Estados Unidos    | 18.00 | 18.01 | 17.46 | x     | 18.88 | 19.01 | 19.01     | Recorde da temporada |
| 4                 | Daniella Hill       | USA Estados Unidos    | 17.31 | 17.99 | x     | x     | 18.06 | 17.99 | 18.06     |                      |
| 5                 | Yaniuvis López      | CUB Cuba              | 17.60 | 17.66 | 17.99 | 17.60 | 17.81 | 17.59 | 17.99     |                      |
| 6                 | Sarah Mitton        | CAN Canadá            | 17.02 | 16.92 | 17.62 | 17.21 | x     | 17.31 | 17.62     |                      |
| 7                 | Lloydricia Cameron  | JAM Jamaica           | x     | 16.31 | 16.60 | 16.70 | 17.57 | 17.25 | 17.57     | Recorde da temporada |
| 8                 | Cleopatra Borel     | TTO Trinidad e Tobago | x     | 16.97 | 16.57 | 17.04 | 17.37 | 17.36 | 17.37     |                      |
| 9                 | Portious Warren     | TTO Trinidad e Tobago | 16.44 | x     | 16.55 |       |       |       | 16.55     |                      |
| 10                | Ahymara Espinoza    | VEN Venezuela         | 15.79 | 16.49 | x     |       |       |       | 16.49     |                      |
| 11                | Ivana Gallardo      | CHI Chile             | 14.96 | 16.43 | x     |       |       |       | 16.43     |                      |

Legenda
| Recorde mundial                  | Recorde mundial (World record)               |                       | Recorde africano                      | Recorde africano (African) |                                           | Q | Classificado por posição (Qualified) |
| Recorde dos Jogos Pan-Americanos | Recorde pan-americano (Pan-American record)  | Recorde da América    | Recorde da América (Americas)         | q                          | Classificado por melhor tempo (Qualified) |   |                                      |
| Melhor marca do ano              | Melhor marca do ano (World leading)          | Recorde asiático      | Recorde asiático (Asian)              | DNS                        | Não largou (Did not start)                |   |                                      |
| Recorde nacional                 | Recorde nacional (National record)           | Recorde europeu       | Recorde europeu (European)            | DNF                        | Não terminou (Did not finish)             |   |                                      |
| Recorde pessoal                  | Recorde pessoal do atleta (Personal best)    | Recorde da Oceania    | Recorde da Oceania (Oceania)          | DSQ / DQ                   | Desclassificado (Disqualified)            |   |                                      |
| Recorde da temporada             | Recorde da temporada do atleta (Season best) | Recorde sul-americano | Recorde sul-americano (South America) | NM                         | Sem marca (No mark)                       |   |                                      |